# Junta de Comunidades de Castilla-La Mancha

Escut de Castella-La Manxa

La Junta de Comunitats de Castella-La Manxa, o simplement Junta de Comunitats, (en castellà i oficialment, Junta de Comunidades de Castilla-La Mancha) és la institució a través la qual s'organitza l'autogovern de la Comunitat Autònoma de Castella-la Manxa. La Junta de Comunitats està integrada per les Corts de Castella-la Manxa, pel President de la Junta de Comunitats i pel Consell de Govern.

## Corts de Castella-la Manxa
Les Corts de Castella-la Manxa són l'Assemblea Legislativa de la Comunitat Autònoma, a la qual correspon l'elaboració i aprovació de les Lleis i l'elecció i el cessament del President de la Junta de Comunitats.

## President de la Junta de Comunitats
El President de la Junta de Comunitats és el suprem representant de la Comunitat Autònoma i el representant ordinari de l'Estat en aquesta; la seva elecció té lloc pel vot favorable de la majoria absoluta del Ple de les Corts de Castella-la Manxa i el seu nomenament correspon al Rei. L'actual president de la Junta és Emiliano García-Page, del PSCM-PSOE.

## Consell de Govern
El Consell de Govern és l'òrgan polític i administratiu superior de la Comunitat, al que correspon l'exercici de la potestat reglamentària i l'acompliment de la funció executiva; està compost pel president de la Junta de Comunitats, que ho presideix, i pels Consellers nomenats per ell per a fer-se càrrec de les diferents Conselleries. Després del canvi de partit governant a les eleccions del 22 de maig de 2011, aquest és el nou Consell de Govern: 
| Càrrec                                                   | Nom                          |
| -------------------------------------------------------- | ---------------------------- |
| Presidència                                              | Emiliano García-Page Sánchez |
| Vicepresidència                                          | José Luis Martínez Guijarro  |
| Conselleria d'Economia, Empreses y Treball               | Patricia Franco Jiménez      |
| Conselleria d'Hisenda i Administracions Públiques        | Juan Alfonso Ruiz Molina     |
| Conselleria d'Igualtat i Porteveu                        | Blanca Fernández Morena      |
| Conselleria de Sanitat                                   | Jesús Fernández Sanz         |
| Conselleria d'Agricultura, Aigua i Desenvolupament Rural | Francisco Martínez Arroyo    |
| Conselleria d'Educació, Cultura i Esports                | Rosa Ana Rodríguez Pérez     |
| Conselleria de Foment                                    | Ignacio Hernando Serrano     |
| Conselleria de Benestar Social                           | Aurelia Sánchez Navarro      |
| Conselleria de Desenvolupament Sostenible                | José Luis Escudero Palomo    |